# 博文 (伊利諾伊州)
博文（英語：Bowen）是位於美國伊利諾伊州漢考克縣的一個村落。

## 地理
博文的座標為40°13′55″N 91°03′46″W / 40.23194°N 91.06278°W，而該地最高點為海拔高度209米（即686英尺）。

## 人口
根據2010年美國人口普查的數據，博文的面積為1.11平方千米，當中陸地面積為1.11平方千米，而水域面積為0.00平方千米。當地共有人口494人，而人口密度為每平方千米445人。